# Prozess gegen Karl I.

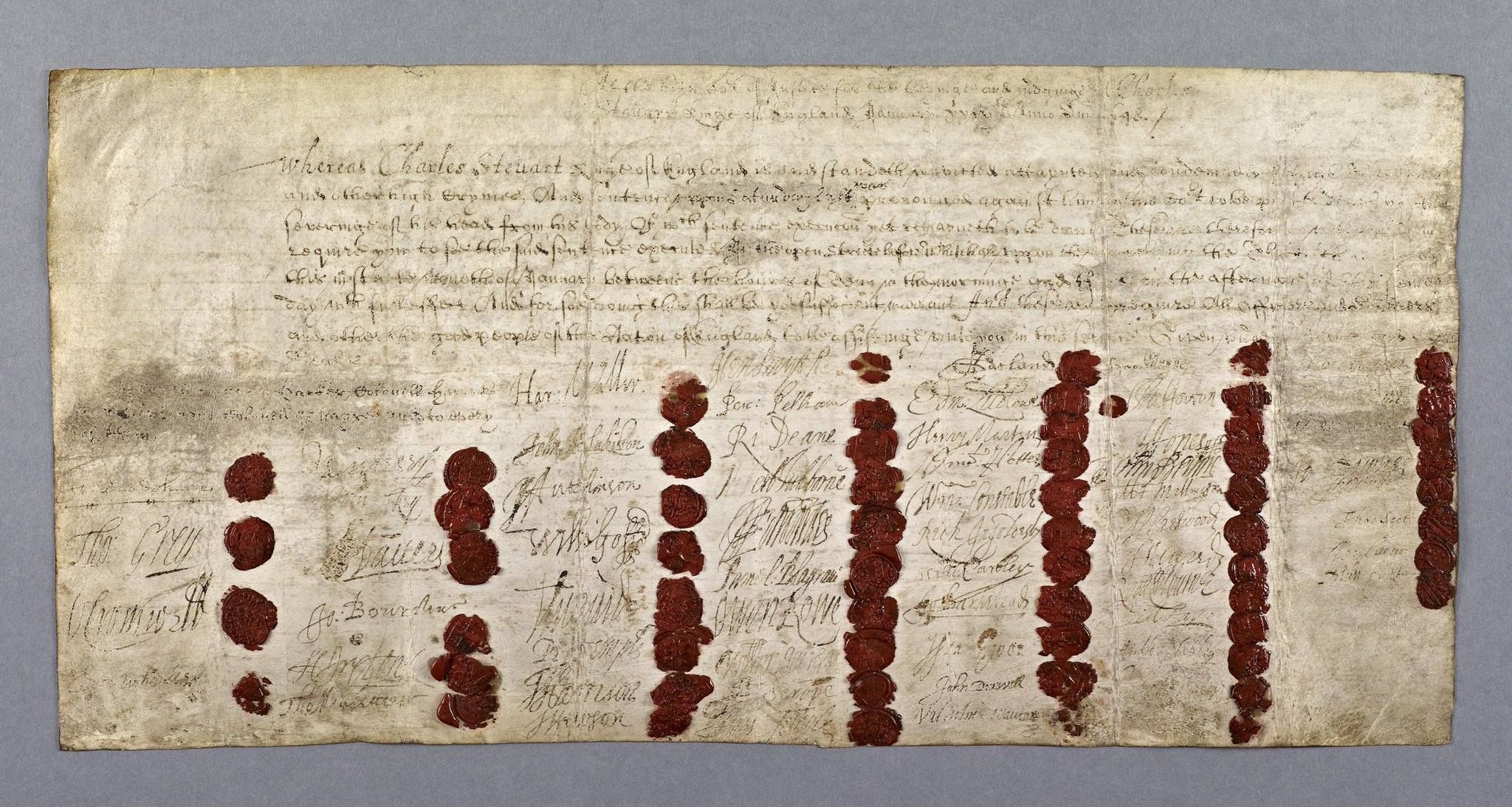
Todesurteil Karls I.

Der Prozess gegen Karl I. war ein bedeutendes Ereignis in der englischen Geschichte, das im Januar 1649 stattfand. Es war das erste Mal, dass ein regierender Monarch von seinen eigenen Untertanen verurteilt und hingerichtet wurde. Nach jahrelangen Konflikten während des Englischen Bürgerkriegs, in dem sich die Royalisten, die Karl I. treu ergeben waren, und die Parlamentarier, die seine Macht einschränken wollten, gegenüberstanden, wurde der König 1646 von den parlamentarischen Truppen gefangen genommen. Nach einer Reihe gescheiterter Verhandlungen und zunehmender Spannungen richtete das Rumpfparlament im November 1648 ein hohes Gericht ein, um Karl wegen Hochverrats anzuklagen.
Den Vorsitz des Gerichts führte John Bradshaw, und das Verfahren war von Kontroversen und Rechtsstreitigkeiten geprägt, da viele die Legitimität eines Prozesses gegen einen König in Frage stellten. Die Anklage gegen Karl lautete auf Hochverrat, insbesondere Kriegsführung gegen das Reich, und Verrat am Vertrauen des Volkes. Auf der Basis seiner Verteidigung, dass er mit göttlichem Recht regiere und nicht der Autorität des Parlaments unterworfen werden könne, nahm Karl während des gesamten Prozesses eine trotzige Haltung ein und weigerte sich, die Legitimität des Gerichts anzuerkennen. Er wurde schließlich für schuldig befunden und zum Tode verurteilt. Am 30. Januar 1649 wurde Karl I. vor dem Banqueting House in Whitehall, London, hingerichtet. Seine Hinrichtung löste in ganz Europa Erschütterung aus und läutete eine neue Ära in der englischen Staatsführung ein, die zur Gründung des Commonwealth unter Oliver Cromwell führte.

## Hintergrund
Während des englischen Bürgerkriegs stritt Karl I. mit dem Parlament über grundlegende Fragen der Regierungsführung, der Autorität und der religiösen Gebräuche. Der Konflikt ergab sich aus seinem Glauben an ein von Gott verliehenes und nur ihm verantwortliches Königtum, was ihn dazu veranlasste, längere Zeit ohne das Parlament zu regieren, insbesondere von 1629 bis 1640. Seine Versuche, insbesondere in Schottland anglikanische Gebräuche durchzusetzen, riefen erhebliche Gegenreaktionen hervor, die zu den Bischofskriegen führten. Angesichts des wachsenden Drucks sah sich Karl 1640 gezwungen, das Parlament wieder einzuberufen, doch die Verhandlungen verschlechterten sich rasch. Bis 1642 eskalierte die Situation zu einem bewaffneten Konflikt, als beide Seiten ihre Streitkräfte mobilisierten.

Die königstreuen Royalisten standen den Parlamentariern gegenüber, die die königliche Macht beschneiden und die parlamentarische Autorität ausweiten wollten. Als sich der Konflikt in die Länge zog, wurde er nicht nur zu einem Kampf um politische Macht, sondern auch zu einem Kampf der Ideologien: Die Parlamentarier traten für eine demokratischere Regierungsform und Religionsfreiheit ein, während die Royalisten die traditionelle monarchische Autorität und das Monopol der Staatskirche verteidigten. Der Krieg veränderte die englische Gesellschafts- und Regierungslandschaft tiefgreifend und bereitete den Boden für den Prozess gegen Karl I.

## Niederlage und Gefangennahme
Mitte der 1640er Jahre wendete sich das Blatt im englischen Bürgerkrieg dramatisch gegen König Karl I., was schließlich zu seiner Niederlage und Gefangennahme führte. Nach einer Reihe von entscheidenden Schlachten, darunter die Schlacht von Naseby im Juni 1645, besiegte die parlamentarische New Model Army die royalistischen Truppen. Karl floh in die Midlands, in der Hoffnung, dort Unterstützung zu finden, geriet aber zunehmend in die Isolation. 1646 ergab er sich in Newark der schottischen Armee, weil er glaubte, dass sie ihn unterstützen würde. Die Schotten lieferten ihn jedoch Anfang 1647 an das englische Parlament aus, was einen Wendepunkt in seinem Schicksal bedeutete.

Während seiner Gefangenschaft versuchte Karl I., mit verschiedenen Fraktionen zu verhandeln, doch seine Unfähigkeit, Kompromisse zu schließen, hatte zur Folge, dass er potenzielle Verbündete abschreckte. Die Parlamentarier, die seinen Absichten misstrauten, hielten ihn unter strenger Kontrolle. Die Zeit von seiner Gefangennahme bis zu seinem Prozess im Jahr 1649 war von politischen Manövern geprägt. Karls Versuche, zu entkommen und die Macht wiederzuerlangen, wurden vereitelt, da er die Entschlossenheit der Parlamentarier und der New Model Army unterschätzte. Seine Lage verschlechterte sich weiter, als radikale Elemente unter Oliver Cromwell im Parlament an Einfluss gewannen und auf eine entschiedenere Resolution gegen den König drängten.

## Prozess

### Ankläger und Anklagepunkte
Der Prozess gegen Karl I. wurde von einer Gruppe prominenter Parlamentarier und Juristen angestrengt, die ihn für seine Handlungen während des Bürgerkriegs zur Rechenschaft ziehen wollten. Zu den Anklägern gehörten John Bradshaw, der dem Gericht als Präsident vorstand, und prominente Persönlichkeiten wie Oliver Cromwell und Henry Ireton, die eine entscheidende Rolle in der Sache der Parlamentarier spielten. Die Anklage gegen Karl I. war ein Novum in der englischen Geschichte und stellte das Konzept der königlichen Immunität grundlegend in Frage. Er wurde des Hochverrats angeklagt, insbesondere der Kriegsführung gegen seine eigenen Untertanen und des Verrats des Vertrauens, das das englische Volk in ihn gesetzt hatte. Außerdem wurde er beschuldigt, absolutistische Herrschaft anzustreben, die Autorität des Parlaments zu untergraben und sich mit ausländischen Mächten, insbesondere mit den Schotten, zu verschwören, um die Herrschaft wiederzuerlangen.

### Vorbereitung
Am 6. Januar hatte sich das Rumpfparlament zur alleinigen gesetzgebenden Institution erklärt. Dies ermöglichte es ihm, noch am selben Tag seinen geänderten Plan für die Einrichtung eines High Courts zur Aburteilung des Königs als Parlamentsgesetz zu verkünden. Die 135 Kommissare, die für den Prozess gegen den König ernannt worden waren, sollten in der 400 Jahre alten Painted Chamber im Palast von Westminster zusammenkommen, um über die ihnen vom Parlament vorgelegten Punkte zu entscheiden. Diese Fragen betrafen Datum, Zeit und Ort des Prozesses, das Verfahren, das vor diesem High Court angewandt werden sollte, und den genauen Wortlaut der Anklage gegen den König.
Als Ankläger wurden vier Personen ausgewählt:
- William Steele  Attorney-General des Gray’s Inn
- Dr. Isaac Dorislaus, Richter am Court of Admiralty
- John Aske
- John Cook, ebenfalls Jurist am Gray’s Inn[5]

Am 19. Januar wurde dem High Court die fertige Anklageschrift vorgelegt und Karl I. von Windsor Castle unter strengsten Sicherheitsvorkehrungen nach London gebracht. Karl I. verbrachte die Nacht bis zum Prozessbeginn am 20. Januar in St. James Palace. Am Morgen des 20. Januar wurde Karl I. über die Themse nach Westminster gebracht. Für die Zeit des Prozesses wurde Karl I. im Hause von Sir Robert Cotton untergebracht. In der Painted Chamber hielten die Kommissare unterdessen eine letzte private Sitzung ab, um die endgültigen Modalitäten zu besprechen.
Die Kommissare, die noch nie zuvor einen Herrscher angeklagt hatten, waren verständlicherweise sehr besorgt, vor allem wegen der Reaktionen des Königs auf die Anklage. Sollte sich der König unverschämt oder verächtlich gegenüber dem Gericht verhalten, sollte es Bradshaw überlassen bleiben, ihn zu ermahnen oder sogar anzuweisen, ihn aus dem Saal zu entfernen. Als die Frage aufkam, ob der König das Recht habe, auf die Anklage zu antworten, wurde vereinbart, dass der Lord President ihm dafür Zeit einräumen sollte. Außerdem wurde festgelegt, dass die Antwort auf die Frage des Königs, mit welcher Befugnis sie ihn vor Gericht stellen, lauten sollte: Im Namen des versammelten Unterhauses und des ganzen guten Volkes von England.

### Verhandlung
Kurz nach 14.00 Uhr betraten die Kommissare den Saal, begleitet von zwanzig Hellebardieren und von Offizieren, die feierlich Schwert und Szepter trugen, während eine weitere Gruppe von Wachen die Nachhut bildete. Sie nahmen auf den mit rotem Stoff bezogenen Stufenbänken Platz, die für sie unter dem großen Südfenster aufgestellt worden waren. Bradshaws Stuhl stand etwas erhöht in der Mitte der ersten Reihe. Er hatte ein Lesepult und ein scharlachrotes Kissen vor sich. Zu beiden Seiten saßen die beiden Kommissare William Say und John Lisle, die er zu seiner Unterstützung in Rechtsfragen ausgewählt hatte. Es ist ungewiss, wo Cromwell saß. Die Wachen nahmen ihre Plätze zu beiden Seiten des Gerichts, unterhalb der öffentlichen Galerien, ein.

Nach der Verlesung des Anwesenheitsappells wurde der König hereingeführt. König Karl I. war schwarz gekleidet und trug um den Hals einen weißen Spitzenkragen und an einem blauen Band die Juwelen des Hosenbandordens, dessen silberner Stern seinen schwarzen Mantel schmückte. In der Hand hielt er einen weißen Stock mit einer silbernen Spitze. Sein Teint war blass, sein langes Haar und sein Bart waren grau geworden. Auf dem Kopf trug er einen hohen, gekrönten Hut mit breiter Krempe. Sein Gesichtsausdruck war teilnahmslos, er erkannte niemanden und zeigte auch keine Neugierde. Als er von Dendy an die Richterbank geführt wurde, nahm er Platz, ohne seinen Hut abzunehmen oder einen Blick nach rechts oder links zu werfen.
Anschließend wandte sich Bradshaw and Karl I. mit den Worten

“Charles Stuart, King of England, the Commons in England assembled in Parliament, being sensible of the evils and calamities that have been brought upon this nation and of the innocent blood that hath been shed in it, have resolved to make inquisition for this blood, and according to the debt they owe to God, to Justice, the kingdom and themselves, and according to that fundamental power that is vested, and trust resposed in them by the People have resolved to bring you to trial and judgment, and have therefore constituted this high court of justice, before which you are now brought. Where you are to hear your charge, upon which the court will proceed according to justice”

„Charles Stuart, König von England, die im Parlament versammelten Vertreter Englands, im Bewusstsein der Übel und des Unheils, die über diese Nation gebracht wurden, und des unschuldigen Blutes, das in ihr vergossen wurde, haben beschlossen, eine Untersuchung für dieses Blut durchzuführen, und entsprechend der Pflicht, die sie Gott, der Gerechtigkeit, dem Königreich und sich selbst schulden, und gemäß der grundlegenden Macht, die ihnen vom Volk übertragen wurde, haben sie beschlossen, Euch vor Gericht zu stellen und zu verurteilen, und haben daher dieses hohe Gericht gebildet, vor das Ihr nun gestellt seid. Hier sollt Ihr Eure Anklage vernehmen, über die das Gericht nach Recht und Gesetz entscheiden wird.“

In der Anklageschrift hieß es, der König habe versucht, unbegrenzte und tyrannische Macht anzuhäufen und auszuüben, nach seinem Willen zu regieren und die Rechte und Freiheiten des Volkes zu beseitigen, und er habe verräterisch und böswillig Krieg gegen das gegenwärtige Parlament und das darin vertretene Volk geführt. Zahlreiche Schlachten des Bürgerkriegs wurden aufgelistet, die den Tod vieler tausender Menschen und enorme Kosten für die Nation zur Folge hatten. Nach der Verlesung der Anklageschrift wandte sich Bradshaw an Karl I. und bat im Namen der englischen Untertanen, deren erwählter König er sei, darum, dass er sich zu den Anklagen äußern möge. Karl weigerte sich, die Rechtmäßigkeit des Gerichts anzuerkennen oder auf die Anklage zu antworten. Er argumentierte, dass er der rechtmäßige König sei und nicht vor einem Gericht der Untertanen stehen könne. Schließlich vertagte sich das Gericht auf den nächsten Tag.

Auch am zweiten und dritten Tag weigerte sich Karl I. Gericht oder Anklage anzuerkennen. Dabei forderte er wiederholt zu erklären, mit welchem Recht er angeklagt würde. Als die dreiundsechzig Kommissare des High Court am Mittag des 23. Januar erneut in der Painted Chamber zusammenkamen, billigten sie voll und ganz, was der Lordpräsident in der vorangegangenen öffentlichen Sitzung angesichts der Provokationen des Königs getan hatte. Für Bradshaw war es zweifellos erfreulich, die Unterstützung seiner Kommissionskollegen zu erhalten, von denen viele bekannter waren als er. Allerdings muss er auch ein wenig besorgt darüber gewesen sein, dass sein Vorgehen nach jeder Sitzung des Gerichtshofs formell überprüft werden sollte.

Die Kommissare beschlossen, dass Karl I. trotz seiner Haltung eine weitere Chance erhalten sollte, sich zu den Vorwürfen zu äußern. Sollte er weiterhin schweigen, würde der Gerichtsschreiber ihm Folgendes vorlesen: „Charles Stuart, König von England, Ihr werdet im Namen des englischen Volkes diverser schwerer Verbrechen und des Verrats angeklagt, und diese Anklage wurde Euch vorgelesen.“ Zu Beginn des nächsten Sitzungstages wandte sich Bradshaw mit der Aufforderung, er möge sich äußern, an den König.  Da Karl I. jedoch weiterhin zu den Vorwürfen schwieg und das Gericht immer noch nicht anerkannte, wurde Karl I. bis zur Urteilsverkündung vom Gericht entfernt.

Am 24. Januar kam das Unterhaus erneut zusammen, um einen Ausschuss zur Befragung der dreißig geladenen Zeugen zu ernennen. Seine Mitglieder waren Thomas Horton, Richard Deane, John Okey, John Hewson, Owen Roe, Robert Tichborne, Edward Whalley, Matthew Thomlinson, William Goffe, Isaac Ewer, Adrian Scroope sowie Nicholas Love, Thomas Scott, Thomas Chaloner, Gilbert Millington und Sir John Danvers; drei von ihnen bildeten ein Quorum. Nachdem alle Zeugen gehört wurden, wurden ihre Aussagen am 25. Januar in öffentlicher Sitzung vorgelesen. Am 26. Januar trat der High Court in der Painted Chamber unter Ausschluss der Öffentlichkeit zusammen. Der Entwurf des Urteils über den König wurde erörtert, und nach mehreren Lesungen, Debatten und Änderungen durch das Gericht gebilligt.

Am 27. Januar trat das Gericht erneut zusammen. Es bestand noch immer die Befürchtung, dass der König die Rechtmäßigkeit des Gerichts bestreiten würde. Sollte der König sich entschließen, die Zuständigkeit des Gerichts anzuerkennen, würde das Verfahren unterbrochen und das Gericht sich zur Beratung zurückziehen. Das Gleiche sollte geschehen, wenn der König „irgendetwas anderes, das die Aufmerksamkeit des Gerichts verdient“, beantragen würde. Würde der König weiterhin bei seiner Haltung bleiben, sollte die Verlesung des Urteils erfolgen. Vor der Urteilsverkündung erhielt Karl I. die Erlaubnis sich zu äußern; danach hatte er zu schweigen.

Am 28. Januar kam der High Court zur Urteilsverkündung in der Westminster Hall zusammen. In seiner Ansprache an die Zuschauer gab Bradshaw einen Überblick über den Prozessverlauf und betonte, dass der König im Namen des englischen Volkes vor Gericht stehe. Er wies darauf hin, dass die Weigerung des Königs, die Legitimität des Gerichts anzuerkennen oder sich auf die Anklage zu berufen, als Anmaßung ausgelegt werden müsse. Seine Weigerung, sich rechtlich zu äußern, sei mit einem Schuldbekenntnis gleichzusetzen. Es wurden weitere Beweise geprüft und anschließend das Urteil verkündet. Der Gefangene hatte zuvor mitgeteilt, dass er weiter angehört werden wolle, und ihm wurde gestattet, sich an das Gericht zu wenden. Das Gericht erklärte sich bereit, ihn zu allem zu hören, was er vor der Urteilsverkündung zu seiner Verteidigung in Bezug auf den angeklagten Sachverhalt vorbringen wollte. Karl erkannte, dass eine weitere Debatte mit dem Gericht sinnlos war. Stattdessen appellierte er an das Gericht, falls sie die Freiheit der Untertanen und den Frieden des Königreichs schätzten, ihm zu erlauben vor beiden Kammern des Parlaments zu sprechen. Nach halbstündiger Beratung entschied sich das Gericht dagegen und begann mit der Urteilsverkündung.

In seiner Urteilsbegründung stellte das Gericht fest, dass Karl I. aus einem wicked design to erect and uphold in himself an unlimited and tyrannical power gehandelt hatte und traitorously and maliciously einen Krieg gegen das Parlament geführt hatte. Daher sei Charles Stuart guilty of the wicked design and endeavours in the said charge set forth und dass er the occasioner, author, and continuer of the said unnatural, cruel, and bloody wars war. Das Urteil lautete, dass er als a tyrant, traitor, murderer, and public enemy to the good people of this nation zum Tode verurteilt werden sollte.

### Verurteilung und Hinrichtung

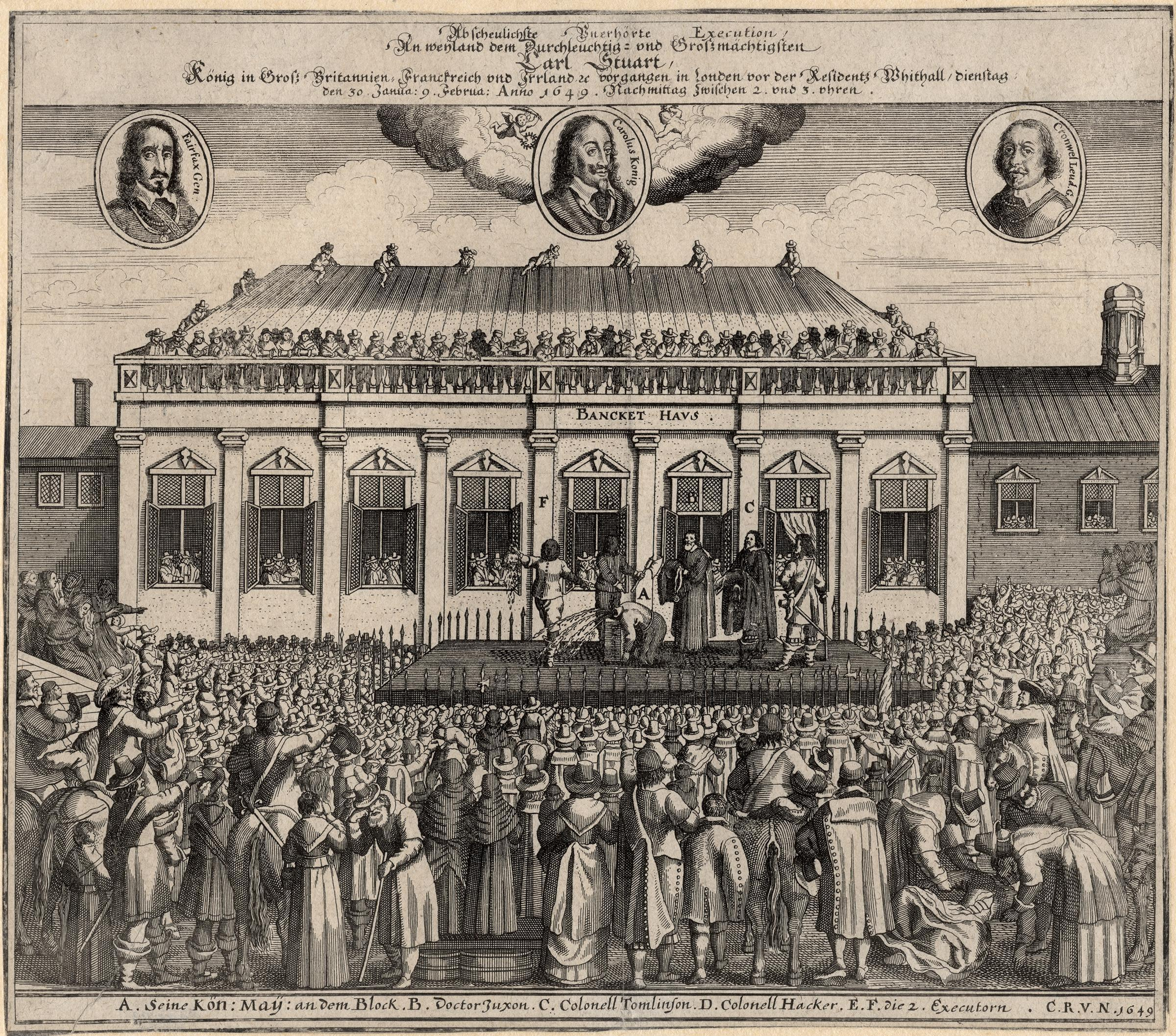
Hinrichtung Karls I.

Die Hinrichtung sollte am 30. Januar 1649 vollzogen werden. Am 28. Januar wurde der König von Whitehall in den St.-James-Palast verlegt, wahrscheinlich um den Lärm des Schafotts zu vermeiden, das vor dem Banqueting House aufgestellt wurde. Karl I. verbrachte den Tag mit einem Gebet beim Bischof von London, William Juxon. Am 29. Januar verbrannte Karl I. seine persönlichen Papiere und seine chiffrierte Korrespondenz. Da er seine Kinder seit 15 Monaten nicht mehr gesehen hatte, erlaubte das Gericht, ein letztes Mal mit seinen Kindern Elizabeth und Henry zu sprechen. Er wies die 13-jährige Elizabeth an, der „wahren protestantischen Religion“ treu zu bleiben und ihrer Mutter zu sagen, dass „seine Gedanken nie von ihr abgewichen seien“. Den 10-jährigen Henry wies er an, sich von den Parlamentariern „nicht zum König machen zu lassen“, da viele vermuteten, dass sie Henry als Marionettenkönig einsetzen würden. Karl verbrachte seine letzte Nacht unruhig und schlief erst um 02.00 Uhr morgens ein.

Am Tag seiner Hinrichtung wachte Karl I. früh auf. Er begann um 05.00 Uhr morgens damit, sich in feine schwarze Kleider und seine blaue Strumpfbandschärpe zu kleiden. Er instruierte den Gentleman of the Bedchamber, Thomas Herbert, darüber, was mit den wenigen Besitztümern, die ihm noch geblieben waren, geschehen sollte. Er bat Herbert um ein zusätzliches Hemd, damit die versammelte Menge nicht sah, wie er vor Kälte zitterte, und dies für Feigheit hielt. Um 10.00 Uhr morgens wurde Karl nach Whitehall gebracht, wo er auf seine Hinrichtung vorbereitet werden sollte. Mittags trank Karl ein Glas Rotwein und aß ein Stück Brot, nachdem er angeblich von Juxon dazu überredet worden war.
Eine große Menschenmenge hatte sich vor dem Banqueting House versammelt, wo die Plattform für Karls Hinrichtung aufgebaut war. Die Plattform war schwarz drapiert, und in das Holz waren Klammern getrieben worden, durch die Seile geführt werden konnten, falls Karl I. gefesselt werden musste. Der Hinrichtungsblock war so niedrig, dass der König sich würde niederwerfen müssen, um seinen Kopf auf den Block zu legen, eine unterwürfige Haltung im Vergleich zum Knien vor dem Block. Die Henker Karls waren hinter Gesichtsmasken und Perücken verborgen, um eine Identifizierung zu verhindern.
Kurz vor 14.00 Uhr wurde Karl zum Schafott geführt. Karl I. sah die Menge und erkannte, dass die Absperrung durch die Wachen verhinderte, dass die Menge seine Rede hören konnte, also richtete er sich an Juxon und den Regizid Matthew Thomlinson.

„I shall begin first with my innocence. In truth I think it not very needful for me to insist long upon this, for all the world knows that I never did begin a war with the two Houses of Parliament; and I call God to witness, to whom I must shortly make an account, that I never did intend to incroach upon their privileges. They began upon me. It was the Militia they began upon. They confessed that the Militia was mine but they thought it fit to have it from me. […]
Now for to show you that I am a good Christian. I hope there is a good man that will bear me witness that I have forgiven all the world, and even those in particular that have been the chief causes of my death. Who they are God knows. I do not desire to know. I pray God forgive them. But this is not all. My charity must go further. I wish that they may repent, for indeed they have committed a great sin in that particular. I pray God, with St. Stephen, that this be not laid to their charge; nay, not only so, but that they may take the right way to the peace of the kingdom, for my charity commands me, not only to forgive particular men, but my charity commands me to endeavor to the last gasp the peace of the kingdom.[…]
As for the people — truly I desire their liberty and freedom as much as anybody whosoever. But I must tell you that their liberty and freedom consists in having of government those laws by which their lives and goods may be most their own. It is not for having share in government. That is nothing pertaining to them. A subject and a sovereign are clean different things, and therefore, until they do that — I mean that you do put the people in that liberty as I say — certainly they will never enjoy themselves. Sirs, it was for this that now I am come here. If I would have given way to an arbitrary way, for to have all laws changed according to the power of the sword, I needed not to have come here. And therefore I tell you and I pray God it be not laid to your charge that I am the matyr of the people.“

„Ich beginne mit meiner Unschuld. Eigentlich halte ich es nicht für sonderlich notwendig, darauf hinzuweisen, denn alle wissen, dass ich niemals einen Krieg mit den beiden Häusern des Parlaments begonnen habe, und ich rufe Gott, vor dem ich mich schon sehr bald werde verantworten müssen, zum Zeugen dafür auf, dass ich niemals die Absicht hatte, die Privilegien des Parlaments zu beschneiden, aber sie haben angefangen, sie haben mit der Miliz angefangen; sie geben zu, dass die Miliz mir gehört, aber sie haben es für richtig befunden sie mir wegzunehmen.[…]
Nun will ich zeigen, dass ich ein guter Christ bin. Ich hoffe, es gibt einen guten Menschen, der bezeugen wird, dass ich aller Welt verziehen habe, und gerade auch jenen, die zu den Hauptverursachern meines Todes gehören. Wer sie sind, das weiß Gott, und ich möchte es gar nicht wissen. Ich bitte Gott, ihnen zu vergeben. Aber das ist nicht alles, meine Nächstenliebe muss noch weiter reichen, und ich wünsche, dass sie bereuen, denn sie haben in der Tat eine große Sünde begangen. Ich bete mit dem heiligen Stephanus zu Gott, dass ihnen dies nicht als Schuld angelastet werde, nein, nicht nur dies, sondern auch dass sie den rechten Weg zum Frieden des Königreichs einschlagen mögen, denn meine Nächstenliebe befiehlt mir, nicht nur einzelnen Menschen zu vergeben, meine Nächstenliebe befiehlt mir auch, mich bis zum letzten Atemzug um den Frieden des Königreichs zu bemühen.[…]
Für das Volk: und wahrhaftig wünsche ich seine Freiheit geradeso sehr wie irgendjemand sonst, aber ich muss euch sagen, die Freiheit der Menschen besteht darin, eine Regierung zu haben; jene Gesetze, durch die ihr Leben und Besitz am meisten die ihren sind. Sie besteht nicht darin, Anteil an der Regierung zu haben, das ist nichts, was sie anginge; Untertan und Souverän sind klar voneinander geschieden; und falls sie das tun, das heißt falls sie ihnen diese Freiheit geben, wird es ihnen ganz gewiss nicht gut ergehen. Sirs, genau deshalb stehe ich jetzt hier: Wenn ich der Willkür nachgegeben und zugelassen hätte, dass alle Gesetze gemäß der Macht des Schwertes geändert würden, bräuchte ich jetzt nicht hier zu stehen, und deshalb sage ich euch und bete zu Gott, er möge es euch nicht als Schuld anlasten, dass ich der Märtyrer des Volkes bin.“

Karl bat Juxon um seine seidene Nachtmütze, die er aufsetzen sollte, damit der Henker nicht durch sein Haar gestört würde. Er wandte sich an Juxon und erklärte, dass er „von einer verweslichen Krone zu einer unverweslichen Krone“ übergehen würde – und beanspruchte seinen vermeintlich gerechten Platz im Himmel. Karl legte seinen Hals auf den Block und bat den Henker, auf sein Zeichen zu warten, um ihn zu köpfen. Nach einem Moment gab Karl das Signal, und der Henker enthauptete ihn mit einem sauberen Hieb. Der Scharfrichter hielt Karls Kopf schweigend den Zuschauern entgegen. Der Scharfrichter ließ den Kopf des Königs in die Menge fallen, woraufhin die Soldaten ihn umschwärmten, ihre Taschentücher in sein Blut tauchten und ihm Haarsträhnen abschnitten. Der Leichnam wurde dann in einen Sarg gelegt und mit schwarzem Samt bedeckt. Er wurde vorübergehend in der ehemaligen „Wohnkammer“ des Königs in Whitehall untergebracht.

### Scharfrichter
Die Identität des Scharfrichters von Karl I. und seines Assistenten wurde nie öffentlich bekanntgegeben, da sie bei der Hinrichtung durch grobe Gesichtsmasken und Perücken verdeckt waren und wahrscheinlich nur Oliver Cromwell und einigen seiner Kollegen bekannt waren. Der saubere Schnitt an Karls Kopf und die Tatsache, dass der Scharfrichter Karls Kopf nach der Hinrichtung hochhielt, lassen darauf schließen, dass der Scharfrichter Erfahrung hatte. In der Öffentlichkeit wurde viel über die Identität des Henkers spekuliert, und in der Presse tauchten mehrere widersprüchliche Identifizierungen auf, darunter Richard Brandon, William Hulet, William Walker, Hugh Peter, George Joyce, John Bigg, Gregory Brandon und sogar – wie ein französischer Bericht behauptete – Cromwell und Fairfax selbst. Obwohl sich viele dieser Anschuldigungen als unbegründete Gerüchte erwiesen (die Anschuldigungen gegen Gregory Brandon, Cromwell und Fairfax waren völlig abwegig), könnten einige davon zutreffend gewesen sein.

Colonel John Hewson wurde mit der Suche nach einem Scharfrichter beauftragt und bot 40 Soldaten den Posten des Scharfrichters oder Assistenten im Austausch gegen 100 Pfund und eine schnelle Beförderung an. Die beiden wahrscheinlichsten Kandidaten waren William Hulet und Richard Brandon. Kurz nach der Hinrichtung erhielt Hulet eine auffallend schnelle Beförderung und wurde am Tag der Hinrichtung Karls nicht gesehen. Sein Alibi bestand in der Behauptung, er sei an diesem Tag inhaftiert worden, weil er die Stelle abgelehnt hatte, was jedoch im Widerspruch zu seiner kurz darauf erfolgten Beförderung zu stehen scheint.

William Hulet wurde im Oktober 1660, nach der Restauration, als Henker vor Gericht gestellt und wegen seiner angeblichen Beteiligung an der Hinrichtung zum Tode verurteilt. Das Urteil wurde kurz darauf aufgehoben und Hulet begnadigt, nachdem dem Richter einige entlastende Beweise vorgelegt worden waren. Der saubere Schnitt zeugt von Erfahrung, was auf Richard Brandon hindeutet, der zur Zeit der Hinrichtung als städtischer Scharfrichter arbeitete. Darüber hinaus exekutierte er sowohl vor als auch nach Karls Hinrichtung andere Royalisten, darunter William Laud und Lord Capel. Dennoch leugnete Brandon zeitlebens, der Henker gewesen zu sein.

## Reaktionen
Die Berichte über Karls letzte Handlungen am Tag seiner Hinrichtung passten zu seiner späteren Darstellung als Märtyrer. Karl I. selbst scheint seine Rolle als Märtyrer geplant zu haben. Laut Geoffrey Robertson spielte er „die Rolle des Märtyrers fast bis zur Perfektion“. Fast unmittelbar nach der Hinrichtung Karls begann die vermeintliche Autobiografie Karls Eikon Basilike in England zu kursieren. Das Buch erlangte in kurzer Zeit enorme Popularität. Das Buch zeigte, wie Karl über seine Zeit als König dachte, erklärte die Gründe für sein Handeln und verbreitete das Bild von Karl als dem frommen „Märtyrer des Volkes“, zu dem er sich selbst erklärt hatte.
Auf der anderen Seite führten die Parlamentarier ihren eigenen Propagandakrieg gegen die Royalisten. Sie unterdrückten royalistische Werke, darunter Eikon Basilike und verschiedene andere Elegien auf den verstorbenen König, indem sie die Drucker solcher Bücher verhafteten oder Druck auf sie ausübten. Gleichzeitig förderten sie Werke, die den Königsmord rechtfertigten. Der Ankläger Karls, John Cook, veröffentlichte ein Pamphlet, in dem er die Hinrichtung Karls verteidigte und „einen Appell an alle vernünftigen Menschen“ bezüglich seines Prozesses richtete, in dem er behauptete, dass die Hinrichtung „nicht nur ein Urteil gegen einen Tyrannen, sondern gegen die Tyrannei selbst“ gewesen sei. Die Veröffentlichungen hatten eine so starke Wirkung auf die öffentliche Meinung, dass sie das Verhalten von Karls Mördern beeinflussten. Obwohl der Königsmord fast jeder Vorstellung von sozialer Ordnung in dieser Zeit widersprach, fühlten sich die Mörder bald in ihren Positionen so sicher. dass Cromwell und Ireton am 24. Februar in einer zeitgenössischen Quelle als very cheerful & well pleased über die Ereignisse beschrieben wurden.

Die Fürsten und Herrscher Europas äußerten sich entsetzt über den Königsmord. Trotzdem wurden nur wenige Maßnahmen gegen die neue englische Regierung ergriffen. Selbst die Verbündeten der Royalisten im Vatikan, in Frankreich und in den Niederlanden vermieden es, die Beziehungen zu den Parlamentariern in England zu belasten; die offizielle Sympathieerklärung der Niederländer für Karl II. ging so weit wie möglich, ohne ihn als „Eure Majestät“ zu bezeichnen. Die meisten europäischen Nationen litten noch immer unter den Auswirkungen des kürzlich beendeten Dreißigjährigen Krieges.

Das allgemeine Verhalten der europäischen Staatsmänner bestand größtenteils aus Lippenbekenntnissen. Ihr Verhalten gegenüber den Tätern war meist von rein praktischen Erwägungen geleitet. Eine bemerkenswerte Ausnahme bildete Zar Alexei I., der die diplomatischen Beziehungen zu England abbrach und royalistische Flüchtlinge in Moskau aufnahm. Außerdem verbannte er alle englischen Kaufleute aus seinem Land und unterstützte Karls Witwe Henrietta Maria sowie seinen Sohn Karl finanziell.

## Nachwirkungen
Mit dem Tod von Karl I. endete die Monarchie und England wurde zur Republik. Im Laufe des Jahres 1649 verabschiedete das von der Armee dominierte Rumpfparlament ein Gesetz zur Abschaffung des Königtums in England, Irland und den dazugehörigen Dominions. Es verkündete das Ende des entmachteten Oberhauses und legte die Exekutivgewalt des neuen Commonwealth im Council of State fest. Es galt als Hochverrat, die Regierung als tyrannisch, unrechtmäßig oder usurpatorisch zu bezeichnen oder zu behaupten, dass das Unterhaus nicht die oberste Autorität in dieser Nation sei. Sich zu verschwören oder gewaltsam gegen die Regierung vorzugehen, galt ebenfalls als Hochverrat. Geschockt durch den Königsmord an Karl bekannten sich die Schotten zu Karl II., was zum dritten englischen Bürgerkrieg führte.